# Commission nationale de karting
La Commission nationale de karting (CNK) est l'une des 35 commissions de la Fédération française du sport automobile (FFSA), cette dernière gérant la plus grande partie de l'activité Karting en France. En 2024, elle est rebaptisée Commision des ligues de karting

## Historique
Le 29 février 1960, Jean-Marie Balestre (1921-2008) crée le Comité national du karting pour gérer l'activité sportive de karting en France. Le 31 janvier 1970 ce comité devient le Groupement national de karting (GNK), dont le siège est à Paris au 42 rue Guy Moquet (17e). Ce dernier est transformé en Fédération de karting (FdK) le 20 septembre 1995. Le siège de la FdK est situé au 203 rue Lafayette à Paris.
Le 9 octobre 1999, la FdK est dissoute, et la FFSA prend le contrôle du karting en France ,,. La ligue de Normandie tente de faire annuler cette décision mais elle n'obtient pas gain de cause après 4 jugements dont le dernier a lieu en 2003,,.
C'est aussi fin 1999 que la Fédération internationale de l'automobile (FIA) prend le contrôle de l'éphémère FMK (Fédération mondiale du karting) et recrée la Commission internationale de karting (CIK-FIA). 
En réaction, d'autres acteurs apparaissent en France en 2000, tels l'association Karting Identité qui engendre la création de la Fédération du Sport Karting (FSK) présidée par Henri Gay (active au début des années 2000),. C'est aussi à cette époque qu'est lancé le Groupement national des professionnels du karting (GNPK) présidé par Jean-Marie Vergne. Quelques années plus tard en 2005, sous l'impulsion de Michel Fèvres, est créé au sein de la fédération sportive UFOLEP une branche Karting-Piste, toujours active aujourd'hui et qui délivre ses propres licences.
Mais dès fin 1999, c'est la FFSA qui possède la délégation du ministère des Sports pour le karting. En conséquence, elle organise les championnats nationaux et représente la France en tant qu'Association sportive nationale au sein de la Commission internationale de karting (CIK-FIA). A cette date, la FFSA met en place la Commission nationale de karting (CNK), une de ses 35 commissions, sous la responsabilité du Comité directeur de la FFSA.
Le tableau ci-après liste les présidents qui se sont succédé à la tête de ces différentes entités.
| Comité de karting                                                  |               |               |
| Jean-Marie Balestre (1921-2008)                                    | février 1960  |               |
| Les données manquantes sont à compléter.                           |               |               |
| Groupement National du karting (GNK)                               |               |               |
| Les données manquantes sont à compléter.                           |               |               |
| Jean Vial (1906-1997)                                              | 1968          | 1972          |
| Victor Alazard (1922-1995)                                         | 1972          | 1991          |
| Groupement National du karting (GNK) - Fédération de Karting (FdK) |               |               |
| Norbert Pradines (1925-2008)                                       | 1991          | octobre 1999  |
| Commission nationale de karting (CNK)                              |               |               |
| Michel Fabre (1938-2014)                                           | novembre 1999 | 2001          |
| Patrick Caron (1950-2017)                                          | 2001          | 2009          |
| Jean-Pierre Deschamps (1946-2021)                                  | 2009          | 2016          |
| Jean-Claude Sanchez (1949-2017)                                    | 2016          | aout 2017     |
| Michel Guignard,                                                   | novembre 2017 | novembre 2021 |
| Martine Raynaud                                                    | décembre 2021 | en cours      |

## Missions et organisation
Les domaines sur lesquels la CNK intervient sont prinicipalement :
- le développement de la pratique sportive du karting en France
- la coordination des pratiques dans les différentes régions de France
- l'établissement des règlements afin de garantir la sécurité des acteurs et l'équité sportive des compétitions dans les domaines suivants :
  - la configuration des circuits
  - le matériel de kart
  - l'équipement des pilotes
  - le déroulement sportif des compétitions internationales
- l'organisation des compétitions nationales (championnats et coupes de France, etc...) de karting

La CNK est composée des présidents des 14 ligues régionales de karting. Chaque ligue regroupe les Associations sportives de karting (ASK) de sa région, et est chargée de gérer la pratique sportive du karting régional, en organisant notamment les championnats régionaux. Ces ligues (anciennement appelées « Comité régional de karting », ou CRK) ont été redécoupées à la suite de la nouvelle définition des régions françaises de 2016. Six d'entre elles correspondent aux régions administratives. Les autres correspondent à des régions regroupées ou coupées en 2. Le tableau qui suit donne les départements correspondant à chaque ligue, leur président et le nombre d'ASK de la ligue. En 2021, la France compte 149 ASK dont cinq situées dans les régions ultramarines, sont rattachées à des Ligues sportives Automobiles et n'apparaissent pas dans le tableau ci-après.
| Ligue de karting                   | Départements | Président            | Nombre d'ASK |
| ---------------------------------- | --- | -------------------- | ------------ |
| Auvergne                           | Allier - Cantal - Haute-Loire - Puy-de-Dôme                                                                               | Gérard Deshamps      | 9            |
| Bourgogne-Franche-Comté            | Côte-d'Or - Doubs - Jura - Nièvre - Haute-Saône - Saône-et-Loire - Yonne (département) - Territoire de Belfort            | Alain Ponce          | 11           |
| Bretagne - Pays de la Loire        | Côtes-d'Armor - Finistère - Ille-et-Vilaine - Loire-Atlantique - Maine-et-Loire - Mayenne - Morbihan - Sarthe - Vendée    | Guy Rivière          | 17           |
| Centre-Val de Loire                | Cher - Eure-et-Loir - Indre - Indre-et-Loire - Loir-et-Cher - Loiret                                                      | Martine Raynaud      | 8            |
| Grand Est                          | Ardennes - Aube - Marne - Haute-Marne - Meurthe-et-Moselle - Meuse - Moselle - Bas-Rhin - Haut-Rhin                       | Séverine Cancelli    | 13           |
| Hauts-de-France                    | Aisne - Nord - Oise - Pas-de-Calais - Somme                                                                               | Jean-Pierre Leferme  | 13           |
| Île-de-France                      | Paris - Seine-et-Marne - Yvelines - Essonne - Hauts-de-Seine - Seine-Saint-Denis - Val-de-Marne - Val-d'Oise              | Michel Guignard      | 15           |
| Normandie                          | Calvados - Eure - Manche - Orne - Seine-Maritime                                                                          | Claude Grippon       | 8            |
| Nouvelle-Aquitaine Nord            | Charente - Charente-Maritime - Deux-Sèvres - Vienne                                                                       | Madeleine Denivelles | 3            |
| Nouvelle-Aquitaine Sud             | Corrèze - Creuse - Dordogne -Gironde - Landes - Lot-et-Garonne - Pyrénées-Atlantiques - Haute-Vienne                      | Yves Blanc           | 9            |
| Occitanie - Méditerranée           | Aude - Gard - Hérault - Lozère - Pyrénées-Orientales                                                                      | Serge Terrasse       | 8            |
| Occitanie - Pyrénées               | Ariège - Aveyron - Haute-Garonne - Gers - Lot - Hautes-Pyrénées - Tarn - Tarn-et-Garonne                                  | Jean-Antoine Veyries | 5            |
| Provence-Alpes-Côte d'Azur - Corse | Alpes-de-Haute-Provence - Hautes-Alpes - Alpes-Maritimes - Bouches-du-Rhône - Var - Vaucluse - Corse-du-Sud - Haute-Corse | Sylvie Bussi         | 15           |
| Rhône-Alpes                        | Ain - Ardèche - Drôme - Isère - Loire - Rhône - Savoie - Haute-Savoie                                                     | Michel Cagnon        | 10           |

Le président de la CNK (Michel Gugnard depuis 2017), a été nommé par le président de la FFSA (le dernier président de la CNK élu est Jean-Pierre Deschamps en 2013). La CNK possède un bureau dont les membres élus sont, :
- Yves Blanc
- Dominique Bondant
- Gérard Deschamps
- Claude Gripon
- Michel Guignard, Président (Ile de France)
- Alain Ponce
- Martine Raynaud
- Guy Rivière
- Serge Terrasse

La FFSA a mis en place un Service Karting, chargé du domaine opérationnel du karting. Ce service est dirigé par Marc Berteaux, qui rapporte au Directeur technique national de la FFSA (Christophe Lollier).
La CNK travaille ainsi en étroite collaboration avec le service Karting pour proposer des orientations, qui nécessitent l'aval du comité Directeur de la FFSA. 
Le représentant de la FFSA (Association sportive nationale pour le karting) au sein de la Commission internationale de karting (CIK) est Michel Guignard, président de la CNK.

## Championnats de France organisés par la FFSA/Karting
La FFSA décernera en 2021 seize titres de champion de France sur les différentes catégories de matériel, d'âge, de type de course...
Pour le matériel, il existe trois familles de kart pour lesquelles ces championnats de France seront organisés :

### Karts sans boîte de vitesse (11 titres)
Ils sont de loin les plus répandus et sont restés les plus proches du modèle historique du kart (créé dans les années 1950). Deux types de course existent en fonction de la durée des épreuves :
Sprint
La durée des courses manches, préfinales ou finales disputées lors d'une épreuve est de l'ordre de 20 minutes. 
La catégorie-reine est la catégorie OK-FFSA (qui correspond à celle des championnats du monde). Mais en raison de la crise sanitaire elle est reportée à 2022.
Des titres sont aussi décernés en fonction de catégories d'âge et de type de matériels différents : Minimes (7-11 ans), Cadets (10-14 ans), Nationale (12-16 ans), Junior FFSA (12-14 ans, le top-niveau des jeunes). À cela se rajoutent les titres « Féminines » et « Handikart »».
Endurance
La durée des courses par équipe est de six heures pour les Elites et Espoirs (12-16 ans) et de 1 h 30 pour les Minimes et les cadets. Un titre est décerné pour chacune de ces quatre catégories.

### Karts 125 avec boîte de vitesse (4 titres)
Ces karts possèdent des moteurs de 125 cm3 pourvus d'un embrayage et d'une boîte de vitesse à 6 rapports, et sont plus rapides que les karts sans boîte de vitesse.
Sprint
La durée des courses manches, préfinales ou finales disputées lors d'une épreuve est de l'ordre de 20 minutes. Ces épreuves sont disputées sur des circuits de karting. Un titre est décerné pour la catégorie-reine KZ2, ainsi que pour la catégorie KZ2 Masters (plus de 32 ans).
Longs circuits
Les épreuves sont disputées sur des circuits automobiles, des circuits de moto (tels le circuit Carole), voire sur certains circuits de karting. Les pilotes y atteignent des vitesses très importantes, avec des machines de catégorie KZ2 (identiques à celles du sprint). Un titre est décerné pour la catégorie-reine KZ2, ainsi que pour la catégorie KZ2 Masters (plus de 32 ans).

### Karts 250 avec boîte de vitesse (1 titre)
Ces karts possèdent des moteurs de 250 cm3 pourvus d'un embrayage et d'une boîte de vitesse à 6 rapports. Ce sont les karts les plus rapides (jusqu'à 250 km/h), ils ne courent que sur des circuits automobiles. Un titre est décerné pour sa catégorie-reine : Superkart (250 cm3 moteurs bicylindres).

## Circuits
En France, ce ne sont pas les fédérations qui homologuent les circuits de karting, mais les préfectures départementales. Plus de 300 circuits de kart sont ainsi homologués en France sur différentes catégories qui dépendant des critères suivants : puissance maximum des moteurs, circuits extérieur/intérieur - permanent/occasionnel, largeur de la piste, etc...
Néanmoins les circuits ont besoin d'un agrément de la FFSA pour y accueillir des courses FFSA. Environ 80 circuits accueillent chaque année des courses de kart au sein des ligues régionales de karting, seuls une vingtaine parmi ces derniers sont susceptibles d'accueillir des épreuves nationales organisées par la FFSA.
Enfin, six circuits français sont homologués par la CIK pour accueillir des épreuves internationales organisés par la FIA. Il s'agit de :
- Angerville
- Essay
- Le Mans
- Ostricourt
- Salbris
- Varennes-sur-Allier